# Medytacja ignacjańska

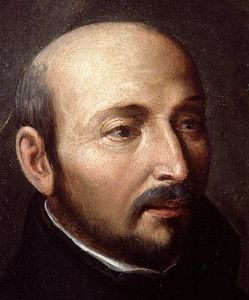
Święty Ignacy Loyola SJ – twórca medytacji

Medytacja ignacjańska – metoda modlitwy w religii katolickiej według świętego Ignacego Loyoli, założyciela jezuitów, zwana także rozmyślaniem. Jest obok kontemplacji ignacjańskiej, ignacjańskiego rachunku sumienia oraz innych modlitw jednym z ćwiczeń duchownych. Medytacja, którą proponuje św. Ignacy Loyola, jest zatrzymaniem się nad Słowem Bożym. Ignacy Loyola wypracował tę metodę w efekcie własnych doświadczeń modlitewnych. Ich wyniki spisał w Ćwiczeniach duchownych, w których podaje praktyczne i duchowe wskazówki do odprawiania rekolekcji ignacjańskich.

## Budowa medytacji ignacjańskiej
- Medytacja zaczyna się od przygotowania dalszego. Polega ono na przeczytaniu fragmentu Pisma Świętego, skupiając się na słowach lub zdaniach, które najbardziej pobudzają uczucia medytującego. Przygotowuje się również wtedy puncta, czyli kolejne punkty, według których człowiek będzie chciał przeprowadzić medytacje.
- Następuje potem przygotowanie bliższe, czyli nastawienie myśli i serca na zbliżającą się modlitwę. W wybranym miejscu i pozycji zaczyna się od znaku Krzyża. Rozważając Narodzenie Pana Jezusa, należy wyobrazić sobie, że jest się tam i słyszy się rozmowę między Maryją a Józefem, płacz samego Jezusa, odgłosy zwierząt. Do tego wyobrażenia można wrócić w każdej chwili w trakcie medytacji. W ostatnim punkcie przygotowania należy pomyśleć o celu, w jakim podejmuje się tę modlitwę, jeśli jest to np. medytacja o grzechu, to może to być wyzbycie się go i zobaczenie perfidii działania szatana.
- W centralnej części medytacji medytujący powoli zastanawia się nad kolejnymi punctami medytacji, nad słowami, które zwracają uwagę. Czasami jedno słowo wystarczy na godzinę modlitwy.
- Po medytacji następuje chwila refleksji, jest to podsumowanie medytacji ze zwróceniem uwagi na słabsze jej momenty, by następnym razem łatwiej przystąpić do modlitwy.

## Cechy charakterystyczne
- Wyciszenie wewnętrzne i zewnętrzne, skupienie się na medytowanych treściach oraz wyeliminowanie źródeł tego hałasu (w niektórych częściach świata praktykuje się medytację ignacjańską z wykorzystaniem muzyki).
- Odpowiednie miejsce, umożliwiające swobodną i wolną od hałasów modlitwę, nie ma ograniczenia co do ilości osób w jednym pomieszczeniu.
- Stała postawa podczas modlitwy. Święty Ignacy Loyola dopuszcza klęczenie, siedzenie, stanie, leżenie na wznak, natomiast podczas refleksji chodzenie.
- Stały czas trwania medytacji ignacjańskiej (przygotowanie dalsze – ok. 15min, przygotowanie bliższe i medytacja – 45 minut, refleksja – 15 minut).
- Towarzyszenie kierownika duchowego. Święty Ignacy Loyola zaleca, by refleksjami z medytacji dzielić się z kierownikiem duchowym, który to będzie słuchał i kierował postępem duchowym medytującego.
- Medytacje powtórkowe. Autor Ćwiczeń duchownych zaleca powtarzanie medytacji, by każda następna ułatwiła znalezienie tego, czego pragnie medytujący.